# Wirtschaftsforum der Führungskräfte
Das Wirtschaftsforum der Führungskräfte (WdF) ist eine unabhängige und überparteiliche Interessenvertretung von Führungskräften in Österreich. Der 1979 gegründete Verein ist Mitglied der Confédération Europeénne des Cadres (CEC), der Dachorganisation der Führungskräfteverbände in der EU mit mehr als einer Million Mitgliedern.
Der Verein hat seinen Sitz in Wien im Haus der Industrie am Schwarzenbergplatz. Seit 2019 ist Andreas Zakostelsky der Bundesvorsitzende.
Zehnmal im Jahr erscheint das Mitgliedermagazin Leadership – Österreichs Magazin für Führungskräfte mit einer Auflage von 3.000 Stück. Chefredakteurin ist Isabella Dundler
Regelmäßig veröffentlicht der Verein Studien zu verschiedenen Themen. Jährlich erscheint die Einkommensstudie Wie viel Österreichs Manager verdienen.